# Rocco Palamara
Rocco Palamara (Santa Cristina d'Aspromonte, 12 settembre 1926 – Roma, 11 febbraio 1988) è stato un magistrato italiano, padre dell’ex magistrato Luca Palamara.

## Biografia
Nel 1951 consegue la laurea in legge con il massimo dei voti. Inizia una collaborazione con la cattedra di Diritto privato con il professor Betti.
Nel 1955 risulta vincitore del concorso in magistratura. Viene destinato in prima nomina alla Pretura di Chieti. Nel 1964 ritorna negli Uffici Giudiziari di Roma e successivamente viene chiamato al Consiglio Superiore della Magistratura in qualità di Segretario Generale sotto la Vicepresidenza di Rocchetti.
Nel 1974 viene chiamato al Ministero di grazia e giustizia dove si specializza nella materia dell'estradizione e delle rogatorie internazionali.
Ha avuto il ruolo principale nella incisiva costruzione di un sistema di cooperazione giudiziaria e di diritto Internazionale, in particolare tra Italia e Stati Uniti, portando a compimento numerosi trattati internazionali in materia di estradizione, che hanno portato a grandi risultati nell'azione di contrasto alla criminalità organizzata internazionale. L'Italia si trovava, in quel periodo, ad affrontare i pericoli legati alla scoperta di logge segrete e al rinforzarsi delle varie forme di criminalità operanti soprattutto nelle zone meridionali d'Italia. La sua attività si è concentrata, per tale ragione, ad assicurare alla giustizia italiana personaggi come Michele Sindona, Licio Gelli, Francesco Pazienza, Lorenzo Bolzano.
Il giudice Falcone e gli altri suoi colleghi poterono per primi realizzare una intensa collaborazione con le forze di polizia e con le magistrature degli altri paesi, grazie al contributo reso da Rocco Palamara.
Fondamentale il suo ruolo nel 1985, in occasione del caso del sequestro della nave Achille Lauro e la conseguente vicenda di Sigonella, accanto alle massime autorità di governo italiano.
Nel 1985 viene nominato magistrato di Cassazione con funzioni direttive e superiori.
È morto, stroncato da infarto, mentre era in procinto di prendere la parola per la relazione introduttiva al Summit dell'11 febbraio 1988, al comitato Istituito tra Italia e Stati Uniti per la repressione del terrorismo, della droga e della criminalità organizzata.